# Бурнум
Бурнум (лат. Burnum Municipium) или Шупљаја је археолошко налазиште, односно стари римски логор у Далмацији, код села Ивошевци. Налази се на обали ријеке Крке тј. њеног кањона. Подигнут је 33. године прије н. е. или неколико деценија касније. Коначан облик је добио 51. и 52. године, за вријеме цара Клаудија. Посљедњи пут се спомиње за вријеме Византијско - Готског рата (535 - 555) .
Бурнум је био римски војни логор и насеље крај Kистања. Остаци логора налазе се у мјесту Ивошевци, 19 км од Kнина.
Овај археолошки локалитет се састоји од двије локације. Цестом из Kнина према Задру, на њеном 19. километру, с лијеве стране се налазе два лука, вјеројатно портика принципиа римског војног логора Бурнума, у народа звана Шупљаја или Шупља црква. Принципиј је била зграда заповједништва, управно и религиозно средиште римског војног логора. Смјештао се на мјесту где су се секле најважније логорске саобраћајнице: виа принципалис и виа праеториа. У позадини лукова отвара се кањон ријеке Kрке у коме се на том мјесту попријечио масиван природни праг од седре, што на ријеци Kрки узводно ствара језеро, а низводно слап Манојловац. Други локалитет обухвата амфитеатар, а налази се с десне (западне) стране пута, око 1 км према југозападу.
Прва археолошка истраживања Бурнума извршио је Аустријски археолошки институт из Беча током 1912. и 1913. г. на мјесту логорског принципија. Исти институт у сарадњи с Археолошким музејом у Задру провео је 1973. г. ревизију претходних истраживања принципија логора и истраживање водовода за Бурнум. У новије вријеме археолошка истраживања од 2002. године на простору легијског логора у Бурнуму врше се у сарадњи Одела за археологију Свеучилишта у Задру и Болоњи и Градског музеја у Дрнишу.

## Историја
У сачуваним историјскими изворима, име Бурнума први пут се јавља код Плинија Старијег док описује борбе Римљана са аутохтоним становништвом.
Могуће да је ријеч о биткама које је око тих градина водио Гај Октавијан у својим походима по Илирику између 35. п. н. е. и 33. п. н. е. или још вероватније, о биткама из времена панонско-илирског устанка од 6. до 9. године .
Назив кастелум, којим Плиније Старији назива Бурнум, указује на његов градински карактер. Тај Бурнум налазио се на лијевој обали ријеке Kрке, на градини код села Пуљана, насупрот каснијем римском војном логору. По изградњи војног логора, што није утврђено када је тачно било, дано му је име суседне илирске градине. Претпоставља се да је већ иза 33. п. н. е. почело с привременим утврђивањем земљаним бедемима и ровова. До панонско-илирског устанка (6. - 9. г.), у Бурнуму је боравила XX. римска легија - Валериа Виктриа коју је, по премјештању у Германију, замијенила 11. римска легија - Клаудиа. Вероватно су војници 11. римске легије - Клаудиа, не дуго по свом доласку 9./10. г., започели изградњу сталнога логора. Приближно у исто вријеме датира се и градња водовода од извора Глиб у Плавном Пољу до Бурнума, дугог 32,6 км и капацитета 72 л/с. Можда прикази грађевинског алата на надгробним споменицима војника 11. римске легије - Клаудиа, нађеним у ближој или даљој околини, свједоче управо о тим грађевинским подухватима у изградњи војног логора. За време цара Kлаудија 41.-54. г., логор веројатно поприма свој завршни облик .
Грађевинске делатности 51./52. г. потврђује и један пронађени натпис (CIL III 14987). За потребе свих тих опсежних радова што их је војска спроводила, барем од око средине 1. века делује војна циглана, која се налазила у оближњем селу Смрдељима. 11. римска легија - Клаудиа (од 42. г. носи титулу Клаудиа пиа фиделис ) боравила је у Бурнуму до 69. г. када одлази у Италију, затим 70. г. у Германију. Након ње у Бурнум је накратко дошла 13. римска легија - Аугуста или неко њено одељење, које је већ 70. г. сменила  4. римска легија - Флавиа фелиx . Да је и 4. римска легија - Флавиа фелиx нешто градила или обнављала сведоче у логору пронађени делови опеке са њеним жиговима. У логору је остала до 86. г. када прелази у посаду Сингидунума (Београда).
Након одласка легије 4.Флавиае фелиx Бурнум престаје бити легијска постаја. Тиме губи свој изразито војни карактер јер као чувари мира у њему су боравиле само мање помоћне јединице римске војске. Постепено се Бурнум као насеље проширује изван логорских бедема. Цивилна насеља редовно су се смештала око 2 км од стационарног војног логора. Бурнум је у 1. веку поприлично сложена конгломерација: цивитас тј. општина локалног становништва која је наставила живот на градини код села Пуљана и након смештаја римске војске, затим војни логор, те цанабае - насеље које се сместило непосредно уз бедеме логора и цивилно насеље у близини логора. Статус муниципија (града) Бурнум веројатно добива од цара Хадријана (117-138. г.). Најстарији датирани натпис који потврђује муниципални статус Бурнума, што су у част Хадријана дали подићи декуриони, чланови муниципалног (градског) вијећа, потјече из 118. године. Декурионе спомиње и један натпис што се датира у 127. године. Поред споменутих, још два недатирана натписа свједоче о муниципалитету Бурнума. Где се тачно налазило и колики је био опсег цивилног насеља Бурнум није утврђено. Четири жртвеника пронађена на једном месту у селу Ивошевцима, посвећена богу Јупитеру не поткрепљују довољно претпоставку да се у истом селу могло налазити цивилно насеље, већ само претпоставку о положају Јупитеровог храма. Ни остаци амфитеатра који се налази око 500 м западно од претпостављеног западног логорског бедема не могу лоцирати положај цивилног насеља у његову непосредну околину, јер су исти амфитеатар могле изградити војне трупе пре него што се развило цивилно насеље. Познато је да је војска градила амфитеатре у близини војних логора како би из њих могла штитити спољашње делове логорских бедема, али и за тренинге које су свакодневно упражњавали. С друге стране, не искључујемо могућност да је амфитеатар могао бити коришћен послије одласка легија за забаву становништва каснијег муниципија.
Последњи спомен Бурнума налазимо код Прокопија док описује сукобе византијске и готске војске у Далмацији, почетком Византијско-готског рата (535—555). Прокопије га на том мјесту назива полис, тј. град (Процопиус, Беллум Готхицум, И, 16). Након пораза 537. г. у бици негде у околини Сцардоне (Скрадина), готска војска склонила се у Бурнум и приступила обнови тада већ старих бедема војног логора. Из Бурнума Готи су кренули још једном на Салону (Солин) и опет претрпјели пораз. Податак о обнови логорских бедема указује на то да су можда већ тада дијелови бедема били порушени пред захтјевима изградње разних објеката у граду, што су се могли јавити од одласка легија из провинције Далмације.
Након тога, Бурнум се више не спомиње. За аутохтоно становништво провинције Далмације услиједила су тешка времена сутона антике. Барбари који су одавно провалили границе Римског царства нашли су се у сусједству. Kако у Бурнуму сигурности није било, страх и нелагода постајали су све веће. Одивв имућнијег становништва ка неком од обалних градова вероватно је започео пуно прије 7. века, истовремено са слабљењем економске моћи града. Други су се склањали у нека од оближњих градинских утврђења која су се могла бранити са размјерно мало људства. Ако је итко из разних разлога ипак у Бурнуму дочекао Аваре и њихове савезнике, који су почетком 7. века пустошили Далмацију, подијелио је са градом судбину. Живот у Бурнуму коначно је замро. Освит раног средњег вијека град није дочекао. По ослобађању од Турака, у круговима учених људи, почиње расти занимање за рушевине Бурнума.